# 小説版ドラえもん のび太と鉄人兵団
『小説版ドラえもん のび太と鉄人兵団』（しょうせつばんドラえもん のびたとてつじんへいだん）は、2011年2月25日に出版された瀬名秀明による原作漫画版『ドラえもん のび太と鉄人兵団』を元にしたノベライズ作品。ドラえもん初の小説となる。2022年3月4日に文庫判が発売。解説は辻村深月。

## 概要
地球を支配し人間を奴隷化しようと企むロボットの軍勢「鉄人兵団」と、それを阻止すべく立ち向かうドラえもんたち5人の物語。
本書は、リメイク版映画『ドラえもん 新・のび太と鉄人兵団 〜はばたけ 天使たち〜』の公開にあわせて発表・出版された。
原作を忠実にノベライズしつつも独自の解釈や設定の追加・改変を行い、特に後半に向けては、鉄人兵団と戦うのび太たちの恐怖心をむき出しに描くことで読者の感情を揺さぶる作品になっている。今までは一切触れられてこなかったのび太たちが長い間家を留守にして冒険している間ののび太たちの親の心情に触れていることも特徴。
また、小説だけに登場するキャラクターとして星野スミレやエスパー魔美に登場する任紀高志がおり、原作にもリメイク版映画にもない切り口があるほか、原作などの大長編に備わっている主題歌にこだわりを見せており、本書にも歌を使用している。

## あらすじ
北極で偶然見つけた謎の部品を、不思議な鏡面世界で組み立て出来上がった巨大ロボット・ザンダクロスに喜ぶのび太たちだったが、しかしそれは、実は恐るべき破壊力を秘めた兵器だった。そんな時、落ち込むのび太の前に謎の美少女リルルが現れる。ザンダクロスの持ち主を主張する彼女に、のび太は鏡面世界を教えるが、彼女の正体は鉄人兵団を迎えるべく送り込まれた尖兵であり、鏡面世界に着々と基地を作り上げていた。絶望的な事実を知ったのび太とドラえもんは何とか大人たちへと伝えようとするが、信じたのはジャイアンとスネ夫の2人だけ。しかしザンダクロスの頭脳を改造し味方に付ける方法を思いつく。一方しずかは、傷付き倒れたリルルを発見する。そして鉄人兵団の魔の手は明晩にまで迫っていた。

## 登場キャラクター
※メインキャラクターの詳細は各個別記事を参照。

### メインキャラクター
ドラえもん
未来からやってきたネコ型ロボット。さまざまなひみつ道具を操るが、四次元ポケットから取り出す際、欲しい道具を中々取り出せないなどポンコツな所がある。
作者の瀬名は、原作ラストの「信じようよ」というセリフを「わからない」に変更している。合理的なロボットが非合理的なセリフを口にするこのシーンを衝撃的だと捉えていた瀬名は、「今でも正しい変更なのか考え直すことがある」と2019年のインタビューにて答えている。
野比のび太
温和な性格だが、知能体力が平均を大きく下回る。能力のなにもかもが駄目な子供だが、鉄人兵団が地球に攻めて来ると分かり、大人の全てが誰も信じてくれず絶体絶命の状況に陥るが、それでも諦めず最後まで抗う根性を見せる。
源静香（しずか）
心優しく容姿端麗で成績優秀な少女。のび太たちは彼女を鉄人兵団との戦いに巻き込まないようにと配慮していたが、のび太が鏡面世界への出入り口にしずかの家の風呂を使用したことで、結果的に巻き込まれる。戦いそのものには参加しないが、リルルとの交流を通じて世界を救う可能性を発見する。
剛田武（ジャイアン）
偉丈夫で腕力に優れるガキ大将。普段はのび太をバカにしているが、大人が誰も信じない鉄人兵団襲来の話を真っ先に信じ、一緒に迎え撃とうとする仲間でもある。
映画版では、かっこよさを押し出す設定が追加されることが多いが、本作ではさらにリーダーとしての毅然さも描かれている。
骨川スネ夫
体は小さいが狡猾。富裕層でありナルシスト。普段はジャイアンの影に隠れた虎の威を借る狐であり、のび太を見下すいじめっ子の1人だが、ジャイアン同様、重要な局面では、のび太たちの貴重な仲間となる。
作中、リルルがスパイであることを危惧し破壊しようと持ちかけるが止められ「ほかのロボットは壊すのになぜ？リルルの外見は敵の罠かも知れないのに」と問いかけ、外見の違いで判断を変える人間の真実を言い当てているシーンがあり、書評家の杉江は「文章だからできる表現」「スネ夫は助演男優賞」と高評価している。この部分について瀬名は、読者に問いかける意味であえて入れたいう。

### ゲストキャラクター
リルル
ジュドを探すため、のび太の町までやってきた赤毛の美少女。実は鉄人兵団の尖兵でありロボット。最初は冷徹で人間に対して憎しみのような感情を持っていたがしずかたちとの交流を通じて、人間を奴隷化しようとする鉄人兵団に疑問を抱き始める。
ザンダクロス / ジュド
のび太が北極で発見したブロックを組み立てできあがった巨大なロボット。ドラえもんによってザンダクロスと名付けられたが、元の名をジュドという、鉄人兵団の土木作業用ロボット。同じく北極で見つけたボールが頭脳だが、当初はドラえもんたちはそれに気付かず本体を改造し、コクピット内部のUIものび太たちが扱いやすいよう再設計された。ドラえもんが電子頭脳を改造してザンタクロスが自律行動可能になる展開は原作と同じだが、電子頭脳がのび太やドラえもんの声を模倣して彼らを嘲笑したり、ナノマシンによって改造された部分が修復され、ドラえもん達の命令を聞かなくなり始めるという本作独自の展開がある。最終的にスネ夫がコクピット内で操縦して鉄人兵団と交戦したが、多勢に無勢で地に倒れ伏してしまう。同時に電子頭脳も鉄人兵団本来の機能を取り戻しかけたが、スネ夫が緊急時用の非常停止レバーを引いたことで機能停止した。
作中、しずかが何気に触れたボタンによってビルが倒壊するシーンは、書評家の杉江松恋によれば「世界の残酷さ、戦争をすることの恐ろしさをも伝えようとした」として、原作と小説の1番の違いに挙げている。
作者の瀬名は、ザンダクロスの頭脳をあくまで機械として扱う選択肢を選んだとし、杉江はそれをリメイク版映画との大きな違いの1つとして挙げている(リメイク版ではドラえもんの秘密道具によって、ひよこ型ロボットになっており、リルルとともに自分たちの使命に思い悩んでいく)。
総司令官
メカトピア兵団を率いる昆虫型のロボット。地球制服を企み、鏡面世界の主要国を次々と火の海にし、人間をあぶり出そうとする。
本作では、メカトピアの星は元々昆虫の楽園だったというオリジナルの設定がなされており、ロボットの外見が昆虫型である理由を説明している。
ミクロス
スネ夫が所持する、子供ほどの大きさの人型ロボット。のちに飛行機能や人工知能および会話機能が追加される。
リメイク版映画の監督である寺本幸代は、映画でミクロスの出番をカットしたことを悔やんでおり、本書での活躍に感動したと述べている。
星野スミレ
藤子・F・不二雄作品『パーマン』からのゲストキャラクター。子ども電話相談室へのび太が鉄人兵団襲来を訴えたことを偶然聞き、自分の立場で何か力になれないかと模索する。
原作には登場しないオリジナルゲストであり、本作では、かつてパーマン3号として活躍した過去を持つ女優として描かれる。
作者の瀬名は、彼女を登場させた理由について「星野が好きだから」「大人とのび太たちを繋ぐ役割が欲しかった」と答えている。また、本作の世界でも1人くらいはのび太たちの話を信じる大人がいて、それを他の大人たちに伝える役目を果たせるのは、星野しかいないと考え、当初は彼女が活躍する現実世界のシーンが多くあったが、あまりに長いためカットしたことも明かした。
任紀高志
藤子・F・不二雄作品『エスパー魔美』からのゲストキャラクター。かつて人気だった歌手。スミレの新作映画発表イベントでスペシャルゲストとして登場する。
原作には登場しない本作のオリジナルゲストであり、作者の瀬名は、彼を登場させた経緯について、リメイク版映画でBUMP OF CHICKENが歌う主題歌に匹敵する歌要素が必要だと考え、自身が強い思い入れを持つ岩渕まことの歌を起用すべく任紀を選んだと答えている。

## 作品背景
ドラえもんのTVアニメが、スタッフと声優を一新したシリーズに変わりつつあるころ、小学館の編集者が瀬名秀明の下へ映画脚本の話を持ってくる。瀬名は『鉄人兵団』を希望したが、具体化には至らず話は流れる。その後、リメイク版映画の公開が決まり、以前の話を覚えていた小学館の編集部が改めて藤子プロに打診し、2010年の夏、ノベライズ企画がスタートする。
本作を執筆するにあたり瀬名は、小学生向けのジュニアシネマ文庫でという依頼のところ「中学生向け」へと変更を提案した。瀬名は自身の経験から、原作のテーマである「他人への思いやり」をより深く理解できる年齢が14歳ごろとして、その理由を挙げている。「自分と君とは違うけど、でも友達」という「社会性のある思いやり」を描き、読者に伝えたかったという。ただし、本書で使用される漢字には、ほとんどにおいてルビが記されるなど若い読者に向けた配慮もなされている。
原作からの変更点に関して、瀬名は「ストーリーを変えるつもりはなかった」と語り、媒体が変われば表現方法も違うため、ドラえもんらしさが損なわれることを危惧し、原作の台詞回しもあえてそのまま残すなど工夫したと明かす。
一方で、原作をそのままノベライズすることについても懸念があり、小説としての面白さを感じてもらうため、漫画のコマとコマの間を補完するようディテールの積み重ねにこだわった。その一例として挙がった「現実世界で大人たちがのび太たちを心配している様子」には、「日常と非日常をつなぐ設定」「冒険中の時間の流れ」など、原作にあった要素を再現する意味が込められている。また、ラストに追加された、のび太たちが家に帰り家族と会うシーンでは、想定した14歳の読者なら大人の視点からも読み取れると考え、「思いやりの心は相対的な視点に立ったとき深く発揮できる」と述べている。
書評家の杉江松恋は、登場文物の内面描写こそ小説の独自性と評し、襲来する鉄人兵団に向けてのび太たちが感じる恐怖心を描くことで、読者を強く揺さぶると述べている。
また、本作では科学的考証が徹底されており、瀬名は執筆の折に情報理工学博士を持つロボット研究家の杉原知道と5時間を超える議論を重ねている。
瀬名は著書の『ロボット・オペラ』での縁と、ドラえもんファンでもある杉原に仁義を通す意味もあり、彼に対談を依頼。2人は「鏡面世界の食べ物は食べられないだろう」「鏡面世界の機械は動くのか」「ロボットが鏡面世界に入っても人間と同じように左右逆に見えるだろうか」など、ロボットの設定や鏡面世界の設定について延々と語ったという。この議論により瀬名は「全体の科学描写のめどが立った」と手応えを感じたが、杉原は「原作どおりにやって欲しい」「下手に変えると必ず失敗する」と心配していた。瀬名は杉原に本の完成品を送ったが感想は聞いておらず（2011年時点）、「まあいいじゃないかといってくれるといいなあ」と述べている。
瀬名によれば、本作は2部構成になっており、裏山でリルルとのび太が対決する第1部まではなるべく原作に忠実にし、その後の第2部を変えていったという。
小説には主題歌として岩渕まことの曲『God Bless You』が使用されており、原作に登場する宗教的なモチーフにゴスペルが合うと感じた瀬名が、元々映画ドラえもんを通して岩渕の曲が好きだったこともあり、クライマックスに用いている。
本作はリメイク版映画と連動した企画だが、瀬名によればそれに関しての打ち合わせはまったくなかったという。リメイク版映画公開の前日である2011年3月4日に行われたイベント「大人だけのドラえもんオールナイト2011」での寺本幸代監督との対談で「似ている部分」として挙がった1つが歌の要素であり、映画を見た際、瀬名はその共通点に驚いた。ただし、映画はリルルやピッポをしずかやのび太など、友達同士の心を繋げるための歌だが、小説はロボットや人間と神様の心を繋げる歌として両作の違いを挙げている。
さらに瀬名は「男が燃えるところと女性が燃えるところは違う」と語り、ロボットに襲われるしずかをのび太が助けるシーンを、後にメカトピアに行くしずかと鏡面世界で戦うのび太を繋ぐフックとして機能するよう重要なものとして描いたが、映画版ではさほど重要視されていなかったことを意外に感じたという。
原作を「コマにまったく無駄がない。」として、すべての本の中でベスト1に挙げる瀬名は、本書の執筆において「このコマからなぜ次のコマになったか」という漫画の流れを特に重要視し、文章化することに苦心したが同時に面白くも感じたと答えている。

## 評価
ジュンク堂書店は「これぞ瀬名秀明作品」「藤子・F・不二雄作品の素晴らしさを伝えている」「大人が泣ける」と評している。
書評家の杉江松恋は、本作最大の美点を「読者に、世界との向き合い方を伝えようとしていること」とし、使用されている漢字へのルビや、ひみつ道具などへの科学的考証に基づいた設定などを例に挙げ、高く評価している。また、媒体が小説であることへも言及し、「もし小学生が本書を手に取ったとしたら、彼もしくは彼女は、小説を読むという行為の大きな可能性を知ることになるだろう。」と述べている。

## 書誌情報
- 瀬名秀明『小説版ドラえもん のび太と鉄人兵団』小学館、2011年3月2日。ISBN 9784092897267。
- 瀬名秀明『小説版ドラえもん のび太と鉄人兵団（文庫判）』小学館、2022年3月4日。ISBN 9784094071269。